# 具志川バスターミナル

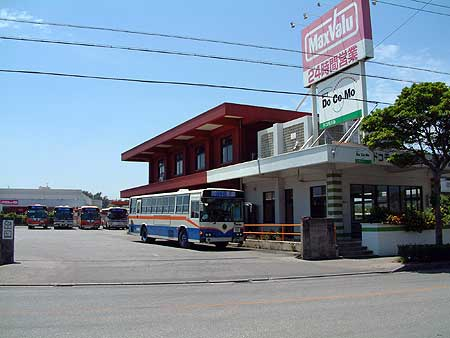
具志川バスターミナル（琉球バス時代に撮影）

具志川バスターミナル（ぐしかわバスターミナル）は、沖縄県うるま市字田場にあるバスターミナルである。琉球バス交通が使用しており、自動車ターミナル法では専用バスターミナルに分類される。バスターミナルの名称の由来は、2005年4月1日の合併でうるま市が誕生する以前は、所在地の住所が具志川市になっていたからである。なお、施設名称は具志川バスターミナルであるが、設置されている営業所の名称は具志川営業所である。
また、2006年9月1日に22番・こどもの国宮里線（現在は廃止）が開設された際、具志川バスターミナルの裏を一旦通り過ぎ、安慶名を経由してから具志川バスターミナルへ入るルートとなったため、バスターミナル裏の方に「具志川バスターミナル入口バス停」が設置された（現在は110番・長田具志川線と沖縄バスの運行する27番・屋慶名（具志川高校）線が使用している）。
屋慶名バスターミナルへ向かう沖縄バス運行の各系統（27・80・127・227番）は当バスターミナルの前を通過するが立ち寄らない。バス車内では安慶名バス停での乗り換えを案内しているが、具志川バスターミナルの至近に前原高校前バス停があり、ここでも乗り換えが可能である。
- 所在地 - 沖縄県うるま市字田場1788-1[1]
  - 琉球バス交通具志川営業所を併設。
- 境域面積 - 9,113.84m2
- バース数 - 2

## 沿革
- 1988年11月12日 石川市（現、うるま市）にあった石川バスターミナルが移転、名称変更して開設。
  - なお、石川バスターミナル時代には次の系統の管轄営業所であった。
    - 23番・石川（平良川）線→具志川線に改名。
    - 64番・喜瀬武原線→具志川バスターミナル発着になってしばらく後に廃止。
    - 90番・石川（バイパス）線→知花（バイパス）線に改名。
- 1990年代前半 嘉手納町にあった琉球バス嘉手納出張所の廃止に伴い、63番・謝苅線が経路変更されて当営業所の管轄となる。また、後に琉球バス屋慶名出張所も廃止になり（休憩・待機所としては残る）、27番・屋慶名線も管轄するようになる。
- 2003年8月10日 沖縄都市モノレール線開業に伴い、おもろまち駅前広場発着の223番・具志川おもろまち線、263番・謝苅おもろまち線、290番・知花おもろまち線が運行開始。
- 2006年2月20日 110番・長田具志川線運行開始。
- 2006年9月1日 琉球バスから琉球バス交通に営業譲渡。21番・名護東線が大幅に路線短縮され、那覇バスターミナルから具志川バスターミナル発着となった。また22番の那覇こどもの国線が具志川バスターミナルまで延長され「こどもの国宮里線」に変更した。それに伴い、具志川バスターミナル入口バス停を設置。
- 2008年10月1日 21番・名護東線廃止。
- 2009年4月19日 22番・こどもの国宮里線廃止。21番・新都心具志川線運行開始。
- 2010年8月24日 290番・知花おもろまち線廃止。
- 2016年3月28日 27番・屋慶名線、227番・屋慶名おもろまち線廃止。24番・那覇大謝名線運行開始。

## 構造
到着ホームが1線、乗車ホームが2線（番号は振られていない）ある。また、整備工場を備え、中北部地区の営業所の車両の整備を管轄している。
敷地内にはスーパーマーケット「ザ・ビッグ田場店」が併設されている。

## 周辺
- 沖縄県道8号線
- 沖縄県立前原高等学校
- 沖縄県立中部農林高等学校
- おもちゃのトイパラダイスBANBAN21具志川店
- ダイレックス 安慶名店

## 発着している路線
すべて琉球バス交通の運行。
| 番号             | 路線名             | 主な経由地（括弧内は一部の便のみが経由）                                           | 行先（括弧内は一部の便のみ）   |                  |                  |                  |
| 北側の乗車ホーム | 北側の乗車ホーム   | 北側の乗車ホーム                                                                   | 北側の乗車ホーム               | 北側の乗車ホーム | 北側の乗車ホーム | 北側の乗車ホーム |
| ---------------- | ------------------ | ---------------------------------------------------------------------------------- | ------------------------------ | ---------------- | ---------------- | ---------------- |
| 21               | 新都心具志川線     | 安慶名・コザ・（イオンモール沖縄ライカム）・普天間・バイパス・おもろまち・久茂地   | 那覇バスターミナル             |                  |                  |                  |
| 24               | 那覇大謝名線       | 安慶名・コザ・普天間・真栄原・大謝名・久茂地（牧志）                               | 那覇バスターミナル             |                  |                  |                  |
| 63               | 謝苅線             | 安慶名・美里高校・コザ・謝苅・ハンビータウン・伊佐・久茂地（牧志）                 | 那覇バスターミナル             |                  |                  |                  |
| 110              | 長田具志川線       | 安慶名・具志川高校・コザ・普天間・沖国大・真栄原・大謝名・久茂地（牧志）           | 那覇バスターミナル             |                  |                  |                  |
| 263              | 謝苅おもろまち線   | 安慶名・美里高校・コザ・謝苅・ハンビータウン・伊佐                                 | おもろまち駅前広場             |                  |                  |                  |
| 南側の乗車ホーム |                    |                                                                                    |                                |                  |                  |                  |
| 23               | 具志川線           | うるま市役所・安慶名・コザ・普天間・伊佐・久茂地（牧志）（・旭橋）                 | 那覇バスターミナル（那覇空港） |                  |                  |                  |
| 90               | 知花（バイパス）線 | 安慶名・栄野比・知花・コザ・普天間・真栄原・バイパス・牧志                         | 那覇バスターミナル             |                  |                  |                  |
| 112              | 国体道路線         | うるま市役所・安慶名・コザ・国体道路・北谷・コンベンションセンター・バイパス・開南 | 那覇バスターミナル             |                  |                  |                  |
| 113              | 具志川空港線       | うるま市役所・安慶名・コザ・沖縄自動車道・国場・旭橋                               | 那覇空港                       |                  |                  |                  |
| 190              | 知花空港線         | 安慶名・栄野比・知花・コザ・普天間・真栄原・バイパス・牧志・旭橋                   | 那覇空港                       |                  |                  |                  |
| 223              | 具志川おもろまち線 | うるま市役所・安慶名・コザ・普天間・伊佐                                           | おもろまち駅前広場             |                  |                  |                  |

## 具志川営業所の管轄路線

### 現行路線
- 21番・新都心具志川線
- 23番・具志川線
- 24番・那覇大謝名線
- 63番・謝苅線
- 75番・石川北谷線
- 90番・知花（バイパス）線
- 110番・長田具志川線
- 112番・国体道路線
- 113番・具志川空港線
- 123番・石川空港線
- 190番・知花空港線
- 223番・具志川おもろまち線
- 263番・謝苅おもろまち線
- 沖縄市循環バス（沖縄市からの受託運行）[2]
  - 西部ルート
  - 北部ルート
- グスクめぐりん（北中城村からの受託運行）[3]

### 廃止された路線
- 21番・名護東線
- 22番・こどもの国宮里線
- 27番・屋慶名（大謝名）線
- 64番・喜瀬武原線
- 75番・石川砂辺線
- 227番・屋慶名おもろまち線
- 290番・知花おもろまち線
- 沖縄IT津梁パーク通勤バス
- 沖縄市中心市街地循環バス（沖縄市からの受託運行）
  - 胡屋ルート

## 隣のバス停
21番・23番・24番・63番・110番・112番・113番・223番・263番
具志川バスターミナル - 西田場
90番・190番
具志川バスターミナル - 中農正門前